# Zona di guerra
Zona di guerra (The War Zone) è un film del 1999 diretto da Tim Roth.
Si tratta del debutto alla regia dell'affermato attore britannico.
È stato presentato nella Quinzaine des Réalisateurs al 52º Festival di Cannes.

## Trama
La storia ruota intorno a una famiglia costretta a lasciare Londra e a trasferirsi in una casa rurale nel Devon per motivi di lavoro. Il quindicenne Tom è probabilmente il più scontento del trasloco, in quanto si ritrova da solo, senza i suoi amici; egli condivide il tetto con la sorella diciottenne Jessie, con la quale sembra molto legato, e i suoi genitori, una coppia di mezza età. La donna si trova nella fase conclusiva della sua terza gravidanza e i suoi due figli cercano di aiutarla.
Una notte, la mamma entra in travaglio e i suoi parenti la mettono in macchina e si muovono verso il pronto soccorso: la donna urla dal dolore e questo porta il padre ad accelerare per arrivare prima, tuttavia - anche a causa di una distrazione dovuta al fatto che Tom e Jessie si erano alzati in piedi nella vettura, sfruttando il tettuccio decappottabile - finisce per sbandare e ribaltare l'automobile. I quattro si fanno male, ma fortunatamente non in maniera grave; a quel punto si decide di far partorire la mamma per strada e solo dopo la puerpera sarà condotta all'ospedale, con la sua bella neonata sana e salva.
Qualche tempo dopo, Tom rientra a casa dopo aver fatto shopping con la mamma e, poco prima di entrare in casa, osserva dalla finestra qualcosa che lo turba molto: sua sorella e suo padre insieme, nudi, nella vasca da bagno. Jessie si comporta come se nulla fosse successo e, quando il fratello le chiede perché ha fatto quella cosa, risponde che non è successo nulla di male. In seguito la famiglia va in un pub e Jessie presenta a Tom il suo fidanzato Nick. I tre si recano in una spiaggia e, davanti a un fuoco, hanno una conversazione imbarazzante; poi i due fidanzati si allontanano lasciando Tom da solo: torneranno a casa alle 7 di mattina, scatenando le ire del padre di Jessie.
Più tardi, il papà dice alla moglie e al figlio che sta andando a fare jogging. Pieno di sospetto e armato di videocamera, Tom segue papà e Jessie che entrano in un vecchio rifugio di guerra sulla loro proprietà in riva all'oceano. Inizia allora a filmarli e quello che vede è particolarmente scioccante: il padre violenta analmente la figlia, tra le lacrime di quest'ultima che gli chiede perché "non possa farlo come lo fa con la mamma", cioè tramite penetrazione vaginale. Dopo aver ripreso l'amplesso Tom si allontana e, devastato, getta la videocamera verso il mare.
Tom accusa Jessie di avere il cervello bacato a causa della torbida relazione incestuosa col padre e Jessie, per farlo sentire meglio, gli consente di bruciarle il seno con un accendino. Pensando che in realtà il fratello non abbia reale interesse nella squallida faccenda, ma solo voglia di un'avventura sessuale, lo porta nella capitale britannica e gli fa conoscere la sua amica Carol, una donna matura che tenta di sedurlo su sua richiesta. Quando la signora e il ragazzino sono in procinto di iniziare il coito, però, Jessie irrompe nella stanza in cui si erano appartati e li blocca.
Una notte, Tom viene svegliato dalla mamma, perché la bambina ha un problema di salute e deve essere portata in ospedale. Dopo il ricovero, il papà e Jessie tornano a casa lasciando Tom con la mamma e la neonata: a questo punto il ragazzo decide di raccontare alla madre ciò che ha visto, ma si impaurisce e sembra desistere. Tuttavia, quando nota che la sorellina sta sanguinando dall'apparato genitale, si rende conto con orrore che il padre l'ha violentata e dice alla mamma di non lasciare che papà stia vicino a lei. Poi, prima che possa rispondere alle domande che la mamma gli pone, se ne va.
Quando Tom torna a casa, il padre gli riferisce che la mamma ha chiamato dall'ospedale e gli ha raccontato quello che Tom aveva detto, vietandogli inoltre di rivedere la figlioletta. Il papà chiede a Tom perché lui avrebbe mentito alla famiglia, ma costui risponde che sta dicendo la verità e che li ha visti nel rifugio: a questo punto il padre ha uno scatto d'ira e inizia a picchiare Tom, minacciando di portarlo in un riformatorio. Jessie, che durante la discussione tra i due piangeva, corre nella sua stanza mentre il padre, dopo che Tom gli è sfuggito tra le mani, decide di tornare in ospedale per far valere i suoi diritti sulla bambina.
Tom e Jessie si trovano uno accanto all'altro e la ragazza lo ringrazia per aver affrontato il suo aguzzino. Poco dopo il padre fa ritorno a casa: è un po' più calmo, ma continua a negare il suo comportamento incestuoso e afferma che Tom sta mentendo perché gli manca Londra ed è infelice. Mentre sta ancora parlando, Tom lo pugnala allo stomaco con un coltello da cucina ed egli si accascia sul pavimento e inizia a urlare dal dolore, mentre i suoi figli lo guardano morire. Quando spira, Tom corre verso il rifugio: Jessie lo segue e lo conforta in silenzio. Tom le chiede cosa faranno adesso e, non ricevendo nessuna risposta, si alza e chiude la porta del bunker.

## Incassi
Zona di guerra ha avuto una distribuzione molto limitata negli USA: comparso in appena 12 sale, ha incassato $254.441.

## Riconoscimenti
- British Independent Film Awards 1999: miglior esordiente (Lara Belmont)
- European Film Awards 1999: Prix Fassbinder (Tim Roth)
- Semana Internacional de Cine de Valladolid 1999: Espiga de plata